# 23 de dezembro
23 de dezembro é o 357.º dia do ano no calendário gregoriano (358.º em anos bissextos). Faltam 8 dias para acabar o ano.

## Eventos históricos

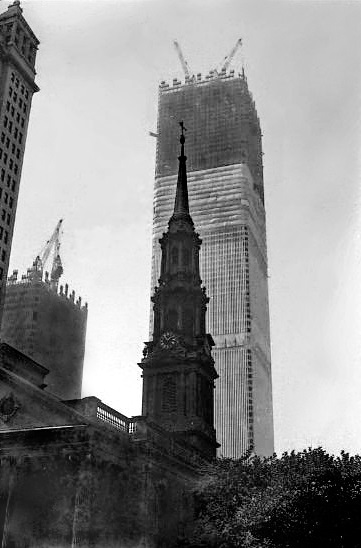
1970: A Torre Norte do World Trade Center

1986: O Rutan Voyager

- 0484 — Hunerico morre e é sucedido por seu sobrinho Guntamundo, que se torna rei dos vândalos. Durante o seu reinado, os cristãos são protegidos da perseguição.
- 0558 — Clotário I é coroado Rei dos Francos.
- 0583 — A rainha maia Yohl Ik'nal é coroada governante de Palenque.[1]
- 0962 — Guerras bizantino-árabes: sob o comando do futuro imperador Nicéforo II Focas, as tropas bizantinas assolam a cidade de Alepo.
- 1534 — Assinatura do Tratado de Baçaim entre Portugal e Badur Xá, sultão de Guzarate, nos termos dos quais o sultão entregou a posse de Baçaim e das ilhas de Bombaim aos portugueses, em troca de apoio militar contra o Império Mogol.
- 1598 — Guerra de Arauco: O governador do Chile Martín García Óñez de Loyola é morto na Batalha de Curalaba pelos mapuches liderados por Pelantaru.
- 1688 — Como parte da Revolução Gloriosa, o rei Jaime II da Inglaterra foge da Inglaterra para Paris, França, depois de ser deposto em favor de seu sobrinho, Guilherme de Orange e sua filha Maria.
- 1783 — George Washington renuncia ao cargo de comandante-em-chefe do Exército Continental.
- 1793 — A Batalha de Savenay: Uma derrota decisiva dos contrarrevolucionários monarquistas na Guerra na Vendeia durante a Revolução Francesa.[2]
- 1815 — O romance Emma de Jane Austen é publicado pela primeira vez.
- 1864 — Guerra do Paraguai: Invasão de Corumbá: Solano López enviou cerca de cinco mil soldados através do rio Paraguai.
- 1873 — Foi estabelecida a primeira ligação telegráfica entre as cidades do Rio de Janeiro e as de Belém do Pará, Recife e Salvador, com presença do Imperador Pedro II do Brasil.
- 1876 — Primeiro dia da Conferência de Constantinopla, que resultou em acordo para reformas políticas nos Balcãs.
- 1888 — O pintor Vincent van Gogh corta a própria orelha esquerda e a entrega a uma prostituta.
- 1914
  - Primeira Guerra Mundial: tropas australianas e neozelandesas chegam ao Cairo, Egito.
  - Primeira Guerra Mundial: durante a Batalha de Sarecamixe, as forças otomanas se confundiram com tropas russas. O seguinte incidente de fogo amigo deixou 2 000 otomanos mortos e muitos mais feridos.
- 1916 — Primeira Guerra Mundial: Batalha de Magdhaba: forças aliadas derrotam as forças turcas na península do Sinai.
- 1918 — Toma posse em Portugal o 17.º governo republicano, chefiado pelo presidente do Ministério João Tamagnini Barbosa.
- 1936 — Guerra Civil Espanhola: a República Espanhola legaliza o Conselho Regional de Defesa de Aragão.
- 1938 — Primeiro espécime vivo do celacanto (Latimeria chalumnae), considerado até então extinto, foi encontrado na costa leste da África do Sul.
- 1941 — Segunda Guerra Mundial: após 15 dias de luta, o Exército Imperial Japonês ocupa a Ilha Wake.
- 1947 — Primeira demonstração do transistor nos laboratórios Bell.
- 1948 — Sete líderes militares e políticos japoneses condenados por crimes de guerra pelo Tribunal Militar Internacional para o Extremo Oriente são executados pelas autoridades de ocupação dos Aliados na prisão de Sugamo, em Tóquio, Japão.
- 1954 — O primeiro transplante renal bem-sucedido é realizado em Boston, Estados Unidos, pela equipe do cirurgião Joseph Murray.
- 1970
  - A Torre Norte do World Trade Center, em Manhattan, Nova Iorque, com a altura de 417 m, torna-se o edifício mais alto do mundo.
  - A República Democrática do Congo torna-se oficialmente um estado de partido único.
- 1972
  - Os 16 sobreviventes do desastre de voo nos Andes são resgatados após 73 dias, depois de terem sobrevivido por canibalismo.
  - Um terremoto de magnitude 6,5 atinge a capital nicaraguense, Manágua, matando entre 4 000 e 11 000 pessoas, 20 000 ficaram feridas e mais de 300 000 ficaram desabrigadas.[3]
- 1978 — O voo 4128 da Alitalia cai no Mar Tirreno ao se aproximar do Aeroporto Falcone Borsellino, em Palermo, Itália, matando 108 pessoas.
- 1979 — Guerra soviético-afegã: as forças da União Soviética ocupam Cabul, a capital afegã.
- 1984 — Depois de sofrer um incêndio no motor, o voo 3519 da Aeroflot tenta fazer um pouso de emergência no Aeroporto Internacional Yemelyanovo, mas cai, matando 110 das 111 pessoas a bordo.[4]
- 1986 — O Rutan Voyager, pilotado por Dick Rutan e Jeana Yeager, aterrissa na Base da Força Aérea de Edwards, na Califórnia, tornando-se a primeira aeronave a voar sem parar ao redor do mundo sem reabastecimento aéreo ou terrestre.
- 1990 — História da Eslovênia: em um referendo, 88,5% do eleitorado geral da Eslovênia votam pela independência da Iugoslávia.
- 2002 — Um MQ-1 Predator, norte-americano é abatido por um MiG-25 iraquiano no primeiro combate entre um drone e uma aeronave convencional.
- 2005 — Um Antonov An-140, voo 217 da Azerbaijan Airlines de Baku, Azerbaijão, para Aktau, Cazaquistão, atravessando o Mar Cáspio, cai, matando 23 pessoas.[5]
- 2007 — É feito um acordo para que o Reino do Nepal seja abolido e o país se torne uma república federal com o primeiro-ministro se tornando chefe de estado.
- 2008 — Um golpe de Estado ocorre na Guiné horas após a morte do presidente Lansana Conté.[6]
- 2018 — Um tsunami atinge a Indonésia deixando cerca de 400 mortos e milhares de feridos.
- 2023 — Série de massacres em Plateau, Nigéria, resultam na morte de pelo menos 200 pessoas.

## Nascimentos

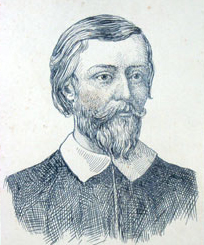
Gregório de Matos

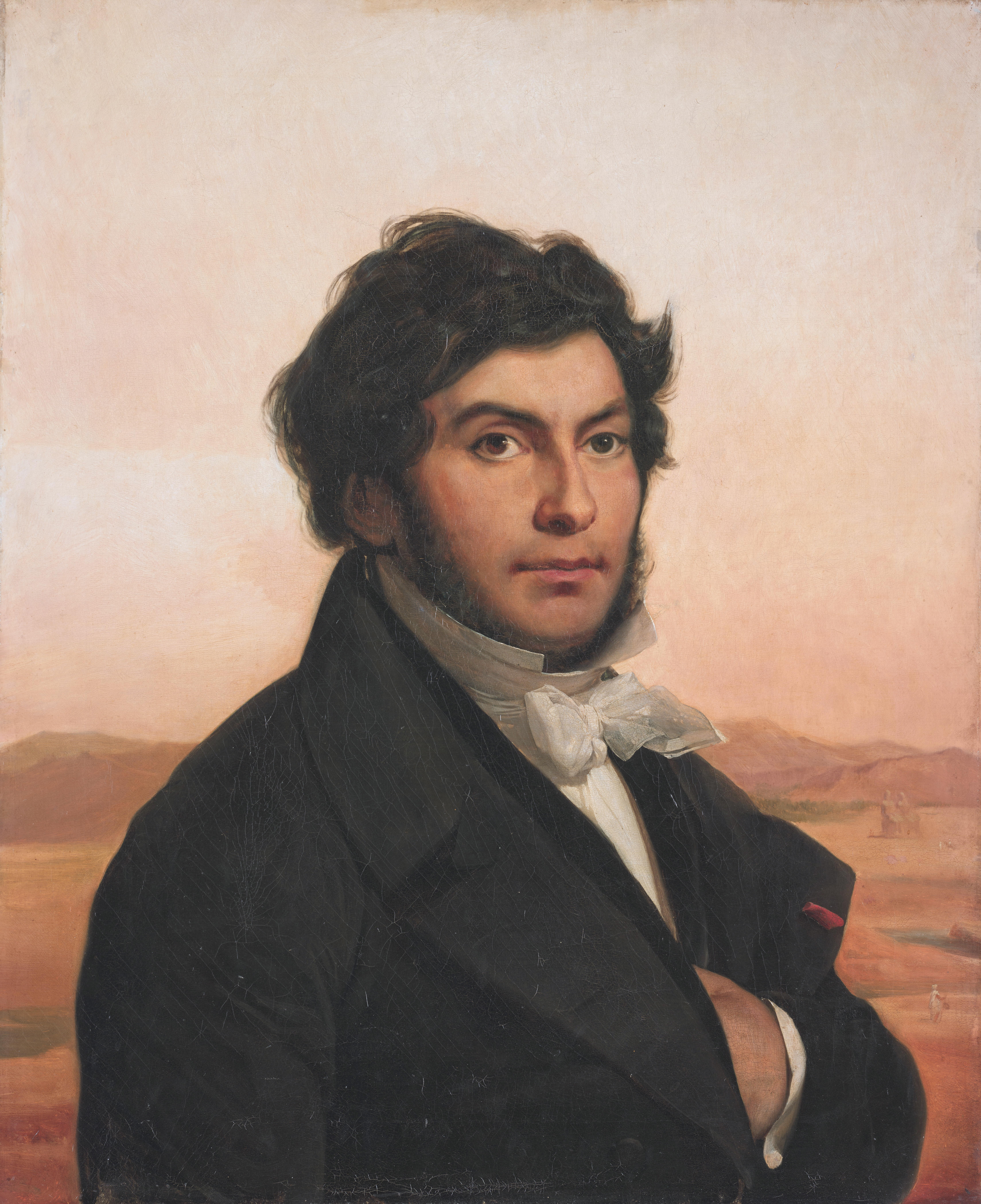
Jean-François Champollion

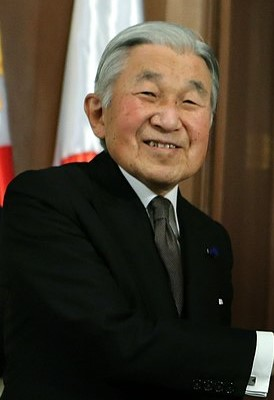
Akihito

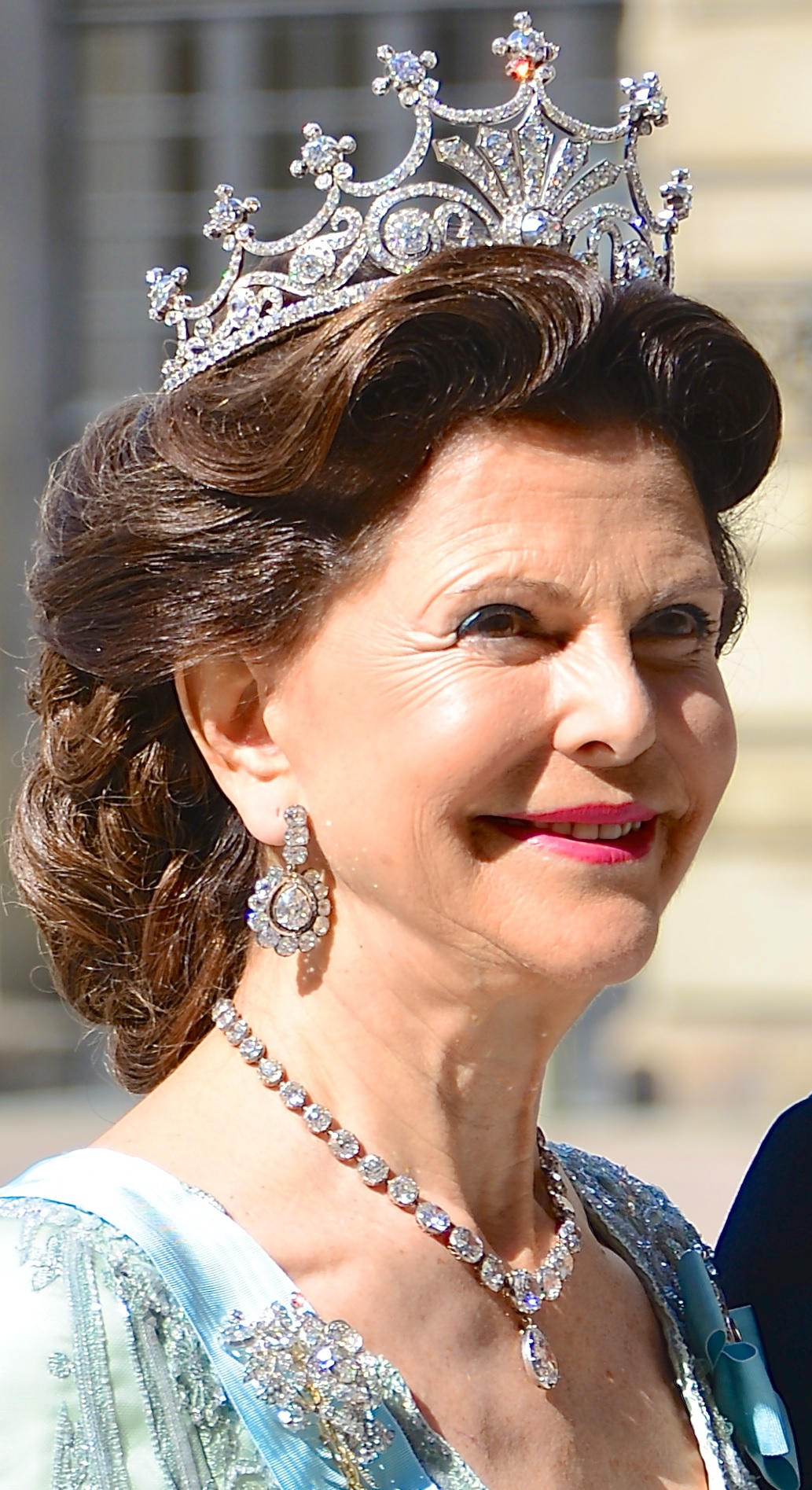
Sílvia da Suécia

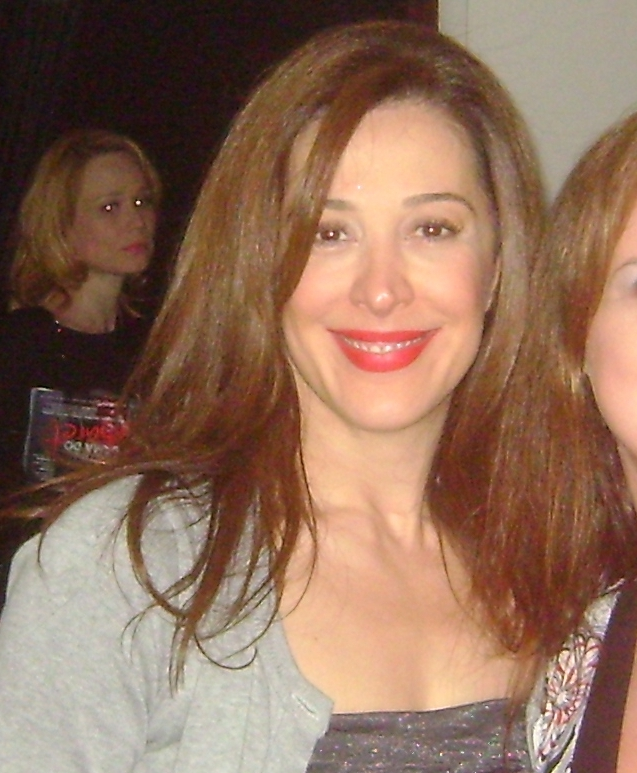
Cláudia Raia

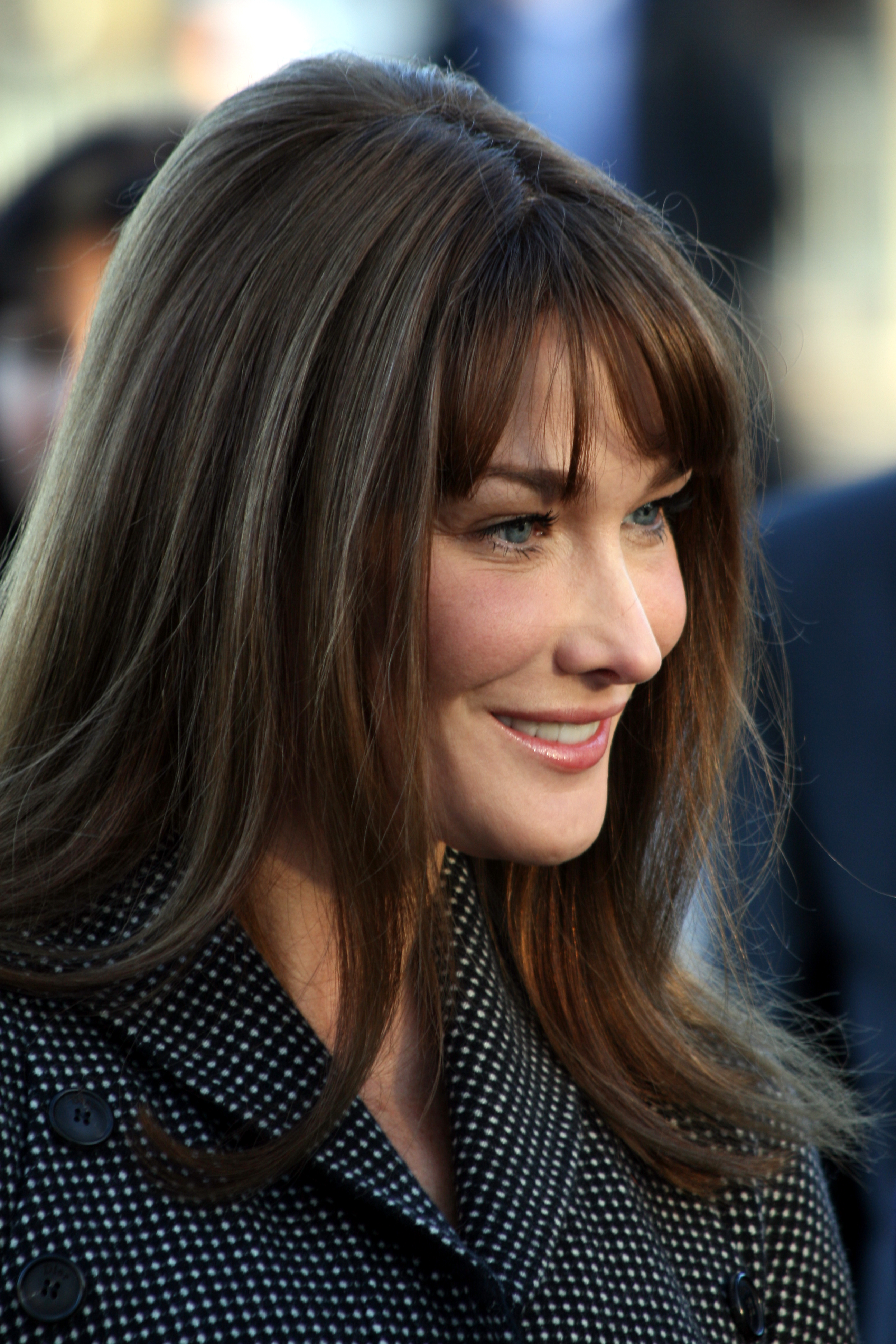
Carla Bruni

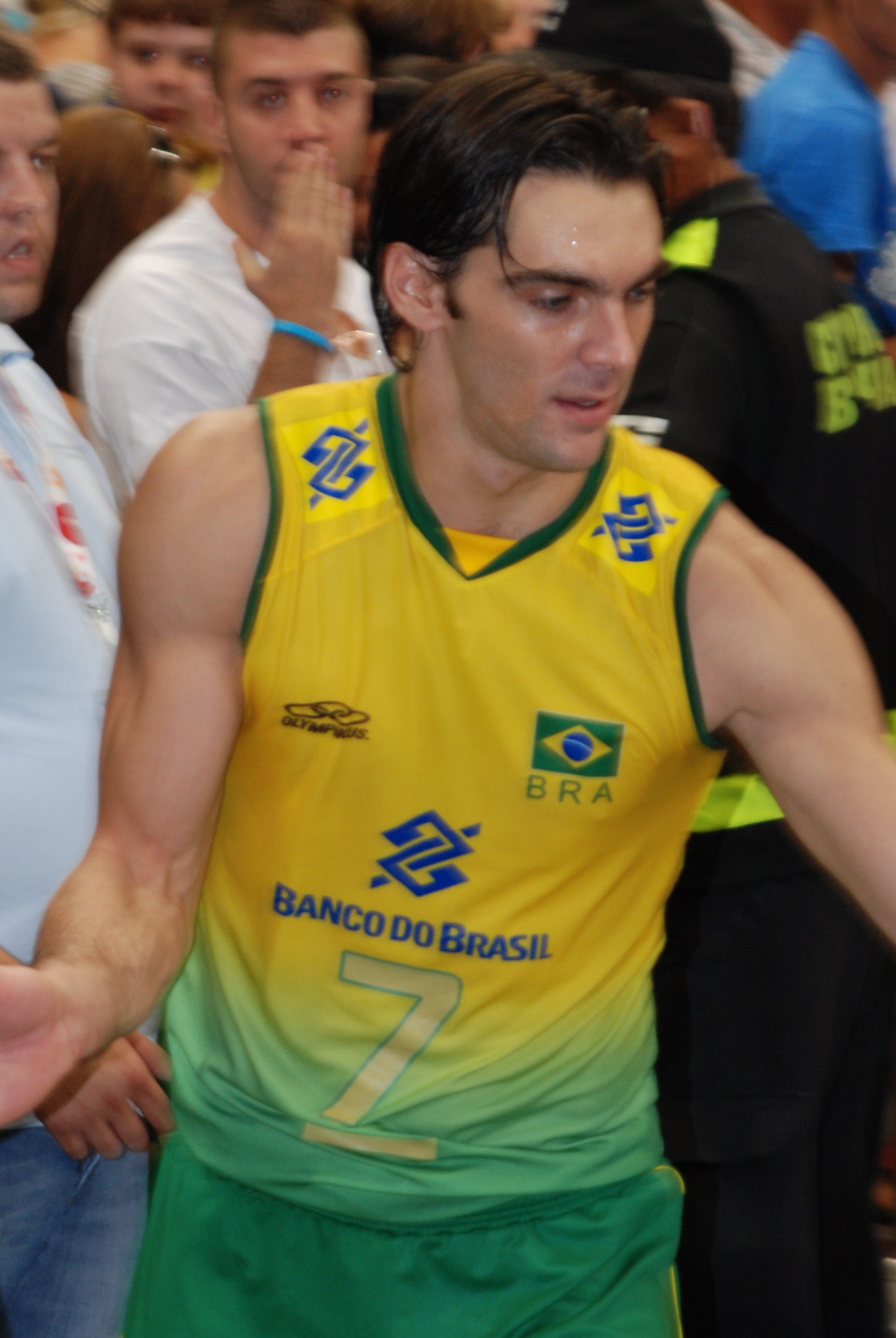
Giba

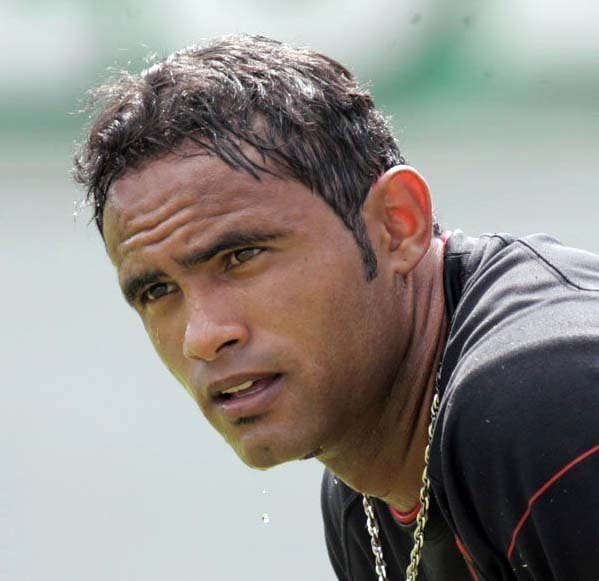
Goleiro Bruno

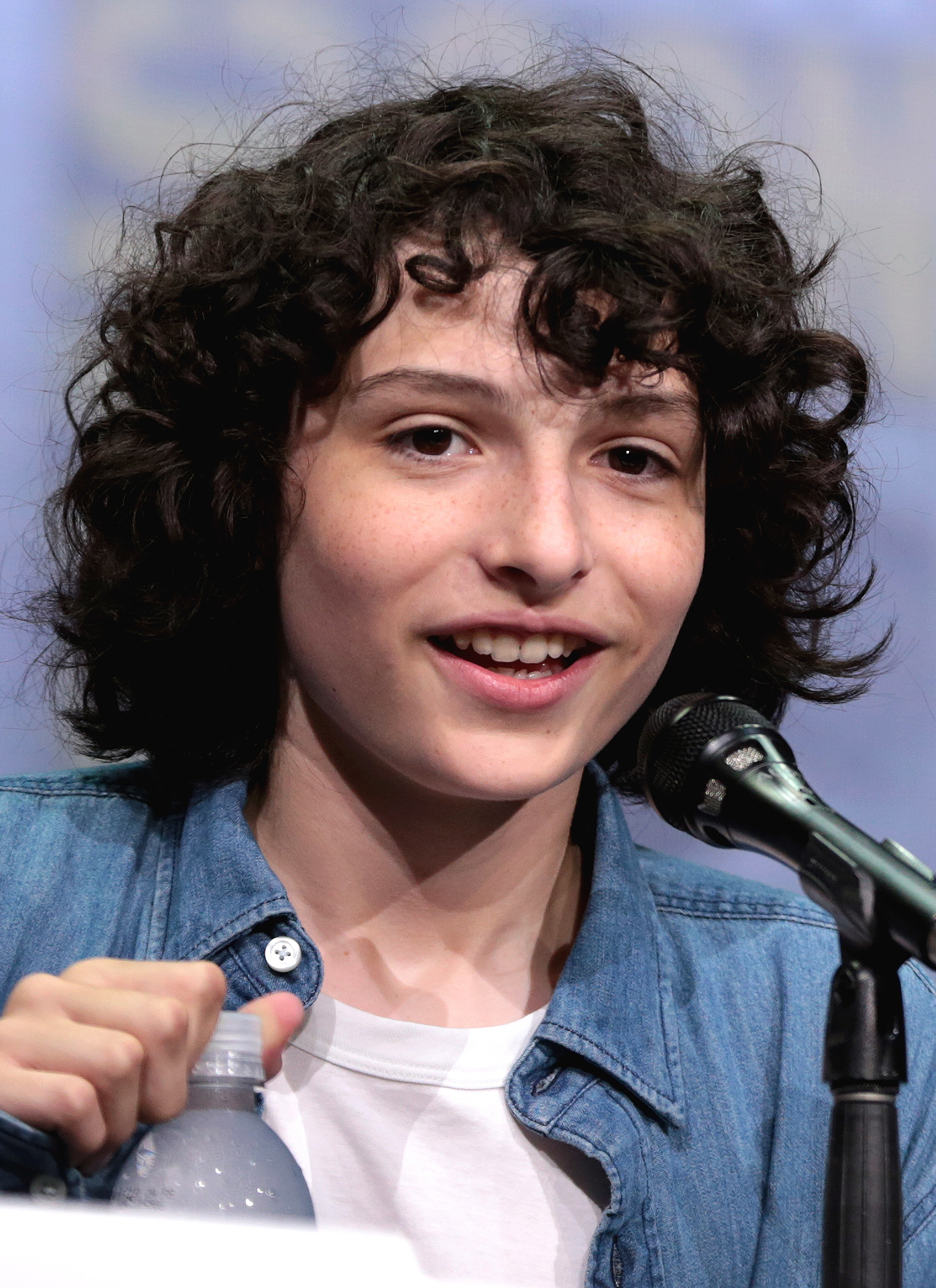
Finn Wolfhard

### Anterior ao século XIX
- 1636 — Gregório de Matos, escritor brasileiro (m. 1696).
- 1648 — Robert Barclay, apologista quacre escocês (m. 1690).
- 1722 — Axel Fredrik Cronstedt, químico e mineralogista sueco (m. 1765).
- 1732 — Richard Arkwright, inventor britânico (m. 1792).
- 1743 — Ippolit Bogdanovich, poeta russo (m. 1803).
- 1777 — Alexandre I da Rússia (m. 1825).
- 1790 — Jean-François Champollion, egiptólogo francês (m. 1832).

### Século XIX
- 1805 — Joseph Smith Jr., religioso, empreendedor e político norte-americano (m. 1844).
- 1807 — Antônio Maria Claret, sacerdote católico espanhol (m. 1870).
- 1810 — Edward Blyth, zoólogo britânico (m. 1873).
- 1822 — Wilhelm Bauer, engenheiro alemão (m. 1875).
- 1867 — Alfredo Norfini, pintor francês (m. 1944).
- 1882 — Mokiti Okada, líder religioso japonês (m. 1955).
- 1887 — John Cromwell, ator e cineasta estadunidense (m. 1979).
- 1896 — Giuseppe Tomasi di Lampedusa, escritor italiano (m. 1957).

### Século XX

#### 1901–1950
- 1903 — Fredi Washington, atriz, ativista dos direitos civis, performista e escritora americana (m. 1994).
- 1910 — Kurt Meyer, oficial alemão (m. 1961).
- 1911 — Niels Jerne, imunologista britânico (m. 1994).
- 1912 — José Ferreira Queimado, empresário português (m. 2007).
- 1918 — Helmut Schmidt, político alemão (m. 2015).
- 1921 — Helena Rakoczy, ginasta polonesa (m.2014).
- 1923 — Onofre Marimón, automobilista argentino (m. 1954).
- 1925 — Pierre Eugène Bérégovoy, político francês (m. 1993).
- 1929 — Chet Baker, trompetista norte-americano (m. 1988).
- 1933 — Akihito, imperador japonês.
- 1936 — Frederic Forrest, ator norte-americano (m.2023).
- 1941 — Tim Hardin, compositor e cantor norte-americano (m. 1980)
- 1943
  - Sílvia da Suécia, rainha consorte.
  - Harry Shearer, ator, comediante e dublador norte-americano.
- 1947 — Graham Bonnet, músico britânico.
- 1950
  - Vicente del Bosque, ex-futebolista e treinador de futebol espanhol.
  - Cristina Buarque, cantora e compositora brasileira (m. 2025).

#### 1951–2000
- 1953 — Serginho Chulapa, ex-futebolista e treinador de futebol brasileiro.
- 1954 — Daniel Nicoletta, ativista dos direitos LGBT e fotógrafo americano.
- 1956
  - Dave Murray, músico britânico.
  - Michele Alboreto, automobilista italiano (m. 2001).
- 1957 — Ana Júlia Carepa, política brasileira.
- 1959 — Luis Fernando Suárez, treinador de futebol colombiano.
- 1960 — Edward Joseph Weisenburger, prelado católico estadunidense.
- 1961
  - André Rougé, político francês.
  - Jean-Philippe Rohr, ex-futebolista francês.
  - Carlos Martins, saxofonista portugues.
  - Carol Smillie, atriz e modelo escocesa.
- 1962 — Bertrand Gachot, ex-automobilista belga.
- 1963 — Francesco Patton, frade franciscano italiano.
- 1964 — Eddie Vedder, cantor, compositor e músico norte-americano.
- 1965 — Baitaca, cantor e compositor brasileiro de música tradicional gaúcha
- 1966 — Cláudia Raia, atriz brasileira.
- 1967
  - Carla Bruni, ex-modelo e cantora italiana.
  - Renata Arruda, cantora e compositora brasileira.
- 1968 — Manuel Rivera-Ortiz, fotógrafo norte-americano.
- 1969 — Greg Biffle, automobilista norte-americano.
- 1970 — César Tralli, jornalista brasileiro.
- 1971 — Wim Vansevenant, ex-ciclista bélgico.
- 1972 — Christian Potenza, ator e dublador canadense.
- 1973
  - Narciso, ex-futebolista brasileiro.
  - Gabriel Popescu, ex-futebolista romeno.
- 1974 — Agustín Delgado, futebolista equatoriano.
- 1975
  - Yasmin Levy, cantora e compositora de música judaico-espanhola.
  - Robert Bartko, ciclista alemão.
- 1976
  - Giba, jogador de vôlei brasileiro.
  - Jamie Noble, westler estadunidense.
- 1977
  - Nikolai Alexeev, ativista russo.
  - Celma Bonfim da Graça, corredora são-tomense.
- 1978 — Estella Warren, atriz canadense.
- 1979 — Jacqueline Bracamontes, atriz, modelo e apresentadora mexicana.
- 1980 — Rebeca Abravanel, apresentadora brasileira.
- 1981
  - Robston, futebolista brasileiro.
  - Bruno Conceição, futebolista português.
- 1982 — Roxana Luca, patinadora artística romena.
- 1983
  - Mohamed Sarr, futebolista senegalês.
  - Michael Chopra, futebolista britânico.
  - Anthony Wolfe, futebolista trinitário.
- 1984 — Bruno Fernandes de Souza, ex-futebolista brasileiro.
- 1985 — Harry Judd, músico britânico.
- 1986 — Balázs Dzsudzsák, futebolista húngaro.
- 1987 — Taťána Kuchařová, modelo tcheca.
- 1988 — Tony Ramoin, snowboarder francês.
- 1989 — Zouhair Feddal, futebolista marroquino.
- 1990 — Brice Dja Djédjé, futebolista francês.
- 1991
  - Kyren Wilson, jogador de snooker ingles.
  - Michal Čupr, esgrimista tcheco.
- 1992
  - Spencer Daniels, ator estadunidense.
  - Mbwana Samatta, futebolista tanzaniano.
  - Jeffrey Schlupp, futebolista ganês.
- 1993 — Claudio Baeza, futebolista chileno.
- 1994 — Isabella Castillo, atriz cubana.
- 1995 — Braian Samudio, futebolista paraguaio.
- 1996 — Bartosz Kapustka, futebolista polaco.
- 1997 — Luka Jović, futebolista sérvio.
- 1998 — Kaden Groves, ciclista australiano.
- 1999 — Samuel Lino, futebolista brasileiro.
- 2000 — Sekou Doumbouya, jogador de basquete francês.

### Século XXI
- 2001 — José Hurtado, futebolista equatoriano.
- 2002 — Finn Wolfhard, ator e músico canadense.
- 2003 — Moon Dong-ju, beisebolista sul-coreano

## Mortes

### Anterior ao século XIX
- 0484 — Hunerico, rei dos vândalos e alanos (n. 430).
- 1230 — Berengária de Navarra, rainha consorte de Inglaterra (n. 1165).
- 1304 — Matilde de Habsburgo, duquesa da Baviera (n. 1253).
- 1653 — João Pinto Delgado, poeta português (n. 1580).
- 1732 — Luísa de Bragança, duquesa de Cadaval (n. 1679).

### Século XIX
- 1822 — Frei Galvão, santo brasileiro (n. 1739).
- 1834 — Thomas Malthus, demógrafo e economista britânico (n. 1766).

### Século XX
- 1939 — Anthony Fokker, pioneiro da aviação neerlandês (n. 1890).
- 1944 — Alfredo Norfini, pintor francês (n. 1867).
- 1948 — Iwane Matsui, general japonês (n. 1878).
- 1949 — Alfredo Balena, farmacêutico, médico e humanista brasileiro (n. 1881).
- 1951 — Enrique Santos Discépolo, poeta, compositor, ator argentino (n. 1901).
- 1961 — Kurt Meyer, oficial alemão (n. 1910).
- 1973
  - Madre Francisca Peeters, religiosa católica e educadora belga (n. 1876).
  - Gerard Kuiper, astrônomo neerlandês (n. 1905).
- 1976 — Duarte Nuno de Bragança, pretendente ao trono português (n. 1907).
- 1985 — Ferhat Abbas, político argelino (n. 1889).
- 1991 — Gene Milford, editor estadunidense (n. 1902).
- 1992
  - Eddie Hazel, guitarrista estadunidense (n. 1950).
  - Robert Marshak, físico estadunidense (n. 1916).
- 1995 — Patric Knowles, ator britânico (n. 1911).
- 1999 — Wallace Diestelmeyer, patinador artístico canadense (n. 1926).
- 2000 — Victor Borge, comediante e pianista dinamarquês (n. 1909).

### Século XXI
- 2001
  - Dimitri Obolensky, historiador russo (n. 1918).
  - Donald Spencer, matemático estadunidense (n. 1912).
- 2002
  - Tatamkhulu Afrika, poeta e escritor sul-africano (n. 1920).
  - John Henry Kyl, político americano (n. 1919).
- 2005
  - Lajos Baróti, treinador de futebol húngaro (n. 1914).
  - Emmett Leith, engenheiro norte-americano (n. 1927).
  - Kay Stammers, tenista britânica (n. 1914).
- 2007
  - Aloísio Lorscheider, cardeal brasileiro (n. 1924).
  - José Ferreira Queimado, empresário português (n. 1912).
  - Oscar Peterson, pianista de jazz canadense (n. 1925).
- 2010 — Maestro Zezinho, maestro brasileiro (n. 1932).
- 2012 — Lêdo Ivo, jornalista e escritor brasileiro (n. 1924).
- 2013
  - Mikhail Kalashnikov, inventor russo de armamentos (n. 1919).
  - José Luís Menegatti, radialista brasileiro (n. 1954).
- 2014 — João Nilson Zunino, empresário brasileiro (n. 1946).
- 2018 — Elias Stein, matemático estadunidense (n. 1931).
- 2019 — Wanda Pimentel, pintora brasileira (n. 1943).
- 2023 — Antonio Carlos Figueira, médico brasileiro (n. 1960).

## Feriados e eventos cíclicos
- Dia do Vizinho
- Aniversário do município de Salgueiro, Pernambuco

### Cristianismo
- Dagoberto II
- João Câncio
- Torlaco da Islândia

## Outros calendários
- No calendário romano era o 10.º dia (X) antes das calendas de janeiro.
- No calendário litúrgico tem a letra dominical G para o dia da semana.
- No calendário gregoriano a epacta do dia é xxviii.